# Luisa Revuelta
Luisa Revuelta Revuelta (Santiago de Compostela, 26 de enero de 1905-Córdoba, 1983) fue una maestra y pedagoga española.

## Trayectoria
Hija de Gregoria Revuelta Lázaro y Adolfo Revuelta Fernández. Estudió Filosofía y Letras en la Universidad de Santiago de Compostela, y en ese momento formaba parte de la directiva de la Asociación de Estudiantes de Derecho Católicos. Se licenció en 1929 en la Universidad Central de Madrid en la sección de Historia.
Postuló a la cátedra de Instituto de Lengua y Literatura Españolas, obtuvo plaza en Logroño en 1933 y se incorporó al profesorado en 1935, destinado a Teruel. En 1940, se trasladó a Córdoba, y en 1942, tras un proceso de depuración, obtuvo la cátedra. Trabajó como docente hasta su jubilación en 1975.
En la docencia solía realizar representaciones teatrales con sus alumnos, actividad que ya había practicado desde niña en la Juventud Antoniana. Realizó obras de teatro como el auto sacramental La siega en el Teatro Marín de Teruel (1935) o la adaptación de la comedia La hermosa fea en el Instituto de Córdoba (1944), ambas obras de Lope de Vega. En 1943, representó el pasaje El convidado de Lope de Rueda, y en 1946 el poema dramático Gran Reina de Blanco Belmonte. El 23 de abril de 1947, con el gallo del IV Centenario del nacimiento de Miguel de Cervantes, representó a Don Quijote en Casa de los Duques, La gitanilla y La elección de los alcaldes de Daganzo.

## Reconocimientos
En 1945, fue nombrada académica correspondiente de la Real Academia de Ciencias, Bellas Artes y Nobles Artes de Córdoba, y en 1946 pasó a ser académica de número.
El segundo centro de formación docente de Córdoba, inaugurado en 1996, lleva su nombre.
En 2020, fue incluida dentro del proyecto “Mujeres Investigadoras en los Archivos Estatales (1900-1970)” para la descripción archivística y creación de un micrositio específico en el Portal de Archivos Españoles (PARES), desarrollado entre 2020-2023. Este proyecto ha sido impulsado por la Subdirección General de Archivos Estatales, con el objetivo visibilizar la labor de investigación realizada en España por las mujeres en el intervalo 1900-1970 partiendo de los registros documentales que se conservan en los Archivos de Gestión de los AAEE del Ministerio de Cultura (el Archivo Histórico Nacional, el Archivo de la Corona de Aragón, el Archivo General de Simancas, el Archivo General de Indias, el Archivo de la Real Chancillería de Valladolid, el Archivo General de la Administración y el Centro de Información Documental de Archivos).

## Obra
- Caminos de España (Valencia, 1939).
- Armas y letras, renacimiento de nuestros valores universitarios (Córdoba, 1943).
- "Valera Estilista". Boletín de la Real Academia de Córdoba nº 45 (1946).

### Editora
- Los pechos privilegiados, de Juan Ruiz de Alarcón (Biblioteca de Clásicos Ebro, 1946).